# 武田翔太
武田 翔太（たけだ しょうた、1993年4月3日 - ）は、宮崎県宮崎市出身のプロ野球選手（投手）。右投右打。福岡ソフトバンクホークス所属。

## 経歴

### プロ入り前
大分県別府市生まれ。6歳で宮崎市に転居し、小学校でソフトボールを始める。宮崎市立住吉中学校時代は、軟式野球部に所属。3年夏には県大会決勝戦で延岡市立西階中学校に判定戦の末、勝利し優勝、続く九州大会では初戦で三好匠を擁する北九州市立大谷中学校に敗れる。その後、Kボールの宮崎県選抜チームに選出されて全国大会に出場し、近藤健介を擁する千葉県選抜チームと対戦した。当時から球速は142kmあった。
宮崎日大高等学校では1年秋からエースとなり、長身を活かした投球スタイルから「九州のダルビッシュ」と呼ばれる。3年時夏は、宮崎県予選準々決勝の鵬翔高校戦で11奪三振を奪うが、脱水症状で足がつり9回裏に途中降板し、救援した投手が打たれ0-1でサヨナラ負けする。甲子園出場経験は無し。
2011年10月27日、プロ野球ドラフト会議で福岡ソフトバンクホークスから1位指名を受け、入団した。背番号は30。同期入団で「下町のダルビッシュ」と呼ばれた吉本祥二と共に「Wダルビッシュ」として注目を集めた。

### ソフトバンク時代
2012年7月7日の北海道日本ハムファイターズ戦でプロ初登板初先発を果たすと、5回までノーヒットの快投。最速は152km/hを計測し、6回1安打無失点でプロ初勝利を挙げた。続く同14日の千葉ロッテマリーンズ戦でも6回4安打無失点の好投で勝利投手となり、球団史上初となる高卒初登板からの2連勝を達成。7月19日に開催されたフレッシュオールスターに選出され、5番手として6回から登板し、2イニングをパーフェクトに抑え、同試合の優秀選手賞を受賞した。レギュラーシーズン再開後も8月4日の埼玉西武ライオンズ戦で7回途中3安打10奪三振無失点の好投、初の2桁奪三振を記録して勝利投手。同19日のオリックス・バファローズ戦では5回2安打2失点で勝利投手となり、高卒新人の先発デビューから無傷の4連勝は1966年の堀内恒夫以来、46年ぶりの快挙となった。翌8月20日に疲労などを考慮されて出場選手登録を抹消され、中13日で9月2日の日本ハム戦に先発し、6回5安打8奪三振2失点と内容のある投球を見せたものの、打線の援護に恵まれずにプロ初黒星を喫した。その後は再び白星を積み重ね、9月25日のオリックス戦では9回111球4安打無失点でプロ初完投初完封勝利を挙げた。ルーキーイヤーは11試合の一軍先発登板で8勝1敗・防御率1.07を記録し、新人王争いに加わり、得票数は2位で受賞とはならなかったものの、優秀新人賞として特別表彰された。ポストシーズンでは、CSファーストステージ第2戦に先発したが、3回途中5失点（自責点4）で敗戦投手となった。オフに1200万円増となる推定年俸2000万円で契約を更改した。
2013年は初めて開幕ローテーションに入り、開幕3試合目の東北楽天ゴールデンイーグルス戦に先発したが、5回途中7安打4四球5失点で敗戦投手。その後も制球に苦しむ投球が続き、5月19日の中日ドラゴンズ戦では4回4安打5四球3失点で降板すると、疲労に加え、46イニングで29四球と投球フォームを見直す必要もあり、同22日に出場選手登録を抹消された。7月31日のオリックス戦で2か月半ぶりとなる一軍先発登板となったが、7四死球とリズムが悪く、5回二死一・二塁の場面では右ふくらはぎの痙攣により緊急降板。大事には至らず、以降も先発ローテーションを回ったが、制球難は解消されず、9月25日のオリックス戦で5回2失点ながら6四死球を与えると、翌26日に出場選手登録を抹消され、そのまま二軍でシーズンを終えた。この年は17試合の先発登板で4勝4敗・防御率3.48、リーグワーストの68四球を記録し、オフに50万円減となる推定年俸1950万円で契約を更改した。
2014年の春季キャンプ中に右肩痛で離脱。福岡に戻って病院で検査を受け、手術こそ回避したものの、リハビリ生活が始まった。前年も異常があった箇所ということもあり、慎重に復帰に向けたステップを踏み、5月26日の愛媛マンダリンパイレーツとの三軍戦で実戦復帰し、最速153km/hを計測。8月6日の西武戦で一軍復帰を果たし、5回1安打無失点で勝利投手となった。その後は8月だけで2度の登録抹消を経験したが、9月は先発ローテーションを回り、この年は7試合に先発登板。援護に恵まれない試合が目立ち、3勝3敗と勝ち星こそ伸び悩んだものの、防御率1.87を記録。ポストシーズンでは、日本ハムとのCSファイナルステージ第2戦に先発し、6回二死二・三塁の場面から今宮健太の悪送球を皮切りに4点を失い、6回3安打4失点（自責点0）で敗戦投手。阪神タイガースとの日本シリーズ第2戦では6回二死までパーフェクト、7回3安打1失点の好投で同シリーズ初登板初勝利を挙げ、優秀選手賞も受賞した。シーズン終了後には日米野球にも出場し（詳細後述）、オフに650万円増となる推定年俸2600万円で契約を更改した。
2015年は開幕前に日本代表の強化試合に出場（詳細後述）。レギュラーシーズンでは開幕ローテーション入りし、春先は打線の援護に恵まれない試合が目立ったものの、6月は4先発で防御率1.00、3年ぶり2度目の完封勝利を含むリーグトップタイの3勝を記録し、同月の月間MVPを受賞した。6月終了時点でチームトップの7勝を挙げると、監督推薦でオールスターへの初出場が決定し、第2戦の7回裏から5番手として登板し、1イニングを三者凡退に抑えた。8月22日の楽天戦では8回1失点で自身初の2桁勝利を達成、チームが優勝を決めた9月18日西武戦でも7回1失点で勝利投手となるなど、この年はシーズンを通して先発ローテーションを守り、自身初めて規定投球回に到達。25試合の先発登板で13勝6敗・防御率3.17を記録し、2年連続のリーグ優勝に貢献した。ポストシーズンでは、ロッテとのCSファイナルステージ第1戦に先発して5回途中で降板したが、東京ヤクルトスワローズとの日本シリーズ第1戦では9回4安打2失点で完投勝利を挙げ、2年連続で優秀選手賞を受賞し、日本一連覇に大きく貢献した。シーズン終了後には第1回プレミア12に出場し（詳細後述）、12月21日の契約更改交渉では「金額より査定の内容をしっかり勉強したい」と保留した。
2016年1月21日に2度目の契約交渉を行い、4400万円増となる推定年俸7000万円でサインした。開幕前には日本代表の強化試合に出場（詳細後述）。レギュラーシーズンでは開幕ローテーション入りし、開幕3試合目の楽天戦に先発し、9回128球を投げ抜き無失点に抑えると、延長10回表にチームが勝ち越したことで勝利投手となった。続く4月3日のロッテ戦では初のバースデー登板となり、5回まで無失点に抑えていたが、6回に4失点を喫して7回4失点で敗戦投手。その後は白星を積み重ね、6月19日の阪神戦で自身7連勝を達成。続く同27日のロッテ戦で6失点、自己ワーストタイの3回で降板して連勝が止まったが、この年もシーズンを通して先発ローテーションを守り、5回持たずに降板したのはこのロッテ戦のみ。27試合の先発登板でリーグ3位の183イニングを投げ、14勝8敗・防御率2.95と好成績を収めた。シーズン終了後にも日本代表の強化試合に出場し（詳細後述）、オフに5000万円増となる推定年俸1億2000万円で契約を更改した。
2017年は開幕前に第4回WBCへ出場（詳細後述）。レギュラーシーズンでは開幕ローテーション入りし、開幕5試合目の楽天戦に先発し、勝利投手となるも5回3失点。続く4月12日の日本ハム戦では6回途中4失点で敗戦投手となると、「WBCのころからおかしかった」という右肩の違和感により同14日に登録抹消。精密検査の結果、右肩の炎症と診断され、約1か月のノースロー調整を経て、6月3日の二軍戦で実戦復帰。同28日の日本ハム戦で一軍復帰を果たしたが、5回途中8安打6四球4失点（自責点3）で勝敗は付かなかった。その後は好投する試合と制球難から早期に降板する試合との差が激しい投球が続き、この年は13試合の先発登板で6勝4敗・防御率3.68という成績であった。ポストシーズンでは、楽天とのCSファイナルステージ第5戦に先発し、7回5安打無失点の好投。同シリーズ通算5試合目の登板で初白星を掴んだ。横浜DeNAベイスターズとの日本シリーズ第3戦にも先発したが、5回途中1失点で降板した。12月21日の契約更改では3000万円減となる推定年俸9000万円でサインし、同日に背番号が18へ変更となることが球団から発表された。
2018年も開幕ローテーション入りしたが、開幕から4戦連続で本塁打を打たれて未勝利。5月5日のオリックス戦では1安打、続く同14日の日本ハム戦では2安打で2戦連続完封勝利を挙げたものの、以降は自身5連敗。連敗中はチーム事情もあって中継ぎへの配置転換も経験し、6月29日のロッテ戦では自身初めてレギュラーシーズンでのリリーフ登板を果たした。7月18日の西武戦に先発して7失点、自己最短の2回で降板すると、無期限の二軍再調整を言い渡されたが、中田賢一がウイルス性胃腸炎で登録抹消されたことを受け、同29日の楽天戦で緊急先発。9回124球を投げ抜き、3安打完封で77日ぶりの勝利を挙げた。ただ、その後の3先発で2敗を喫し、再びリリーフへ配置転換。9月1日の楽天戦でプロ初セーブを挙げるなど、4試合のリリーフ登板全てで1回無失点と好投し、先発に復帰したものの、2先発で勝利を挙げることはできず、9月21日に登録抹消。10月1日にリリーフとして一軍へ昇格し、同6日の西武戦では初の救援勝利を挙げ、この年は27試合（19先発）の登板で4勝9敗1セーブ・防御率4.48という成績であった。ポストシーズンでは“第2先発”として、日本ハム・西武とのクライマックスシリーズ、広島東洋カープとの日本シリーズにリリーフ登板。日本シリーズでは4連投するなどフル回転し、2年連続日本一に大きく貢献した。オフに500万円減となる推定年俸8500万円プラス出来高払いで契約を更改した。
2019年は5年連続となる開幕ローテーション入りを果たし、開幕6試合目のオリックス戦で8回途中無失点、続く4月11日の日本ハム戦では7回途中2失点と好投し、開幕2連勝を記録。しかし、同18日のロッテ戦でシーズン初黒星を喫すると、5月1日の楽天戦では危険球退場により自己最短の1回0/3で降板。続く3日の同カード、5月10日の楽天戦では2試合連続で8失点を喫し、リリーフへ配置転換となった。5月19日の日本ハム戦で1回1安打3奪三振無失点に抑えると、降雨コールドの関係でシーズン初セーブが記録され、同29日のオリックス戦では2点リードの7回裏から登板し、三者凡退に抑えてプロ初ホールドを挙げるなどブルペンの一角を担っていたが、6月20日の東京ヤクルトスワローズ戦で失点を喫して以降は結果を残せない登板が続き、7月9日に登録抹消。8月14日の楽天戦で約3か月ぶりの一軍先発登板を果たし、8回3失点で勝利投手となり、中10日で先発した同25日のロッテ戦以降は先発ローテーションを回っていたものの、9月21日の日本ハム戦の登板予定を右肘の違和感で回避すると、再びリリーフに回り、この年は32試合（12先発）の登板で5勝3敗9ホールド1セーブ・防御率4.55という成績であった。ポストシーズンでは、西武とのCSファイナルステージ第2戦に先発するも、4回0/3を4安打3失点で降板した。読売ジャイアンツとの日本シリーズでは出場資格者名簿40人に入っていたが、登板機会は無かった。オフに右肘のクリーニング手術を受け、契約更改では500万円減となる推定年俸8000万円プラス出来高払いでサインした。
2020年は新型コロナウイルスの影響で開幕が6月19日に延期され、同日のオリックスとのウエスタン・リーグ開幕戦で右肘の手術からの実戦復帰を果たした。同リーグ6試合の登板で防御率3.13を記録すると、8月28日の日本ハム戦で先発として一軍復帰。7回5安打1失点の好投で362日ぶりの白星を挙げた。しかし、9月23日のオリックス戦で3回6安打5四死球6失点（自責点5）と自滅してシーズン初黒星を喫すると、続く同30日の楽天戦では7失点、自己最短タイの1回0/3で降板し、翌10月1日に出場選手登録を抹消された。10月28日にリリーフとして一軍に再昇格し、2試合に登板。ロッテとのCSファイナルステージでもリリーフ待機、巨人との日本シリーズでは出場資格者名簿40人に入っていたものの、ポストシーズンでの登板機会は無かった。この年は120試合制の短縮シーズンであったが、7試合（5先発）の登板で2勝2敗・防御率6.48という成績に終わり、オフに2000万円減となる推定年俸6000万円で契約を更改した。
2021年は2年ぶりに開幕ローテーション入りし、開幕6試合目のオリックス戦に先発。初回先頭から3連打で先制点を許し、敗戦投手にこそなったものの、7回途中4安打1失点と粘投し、その後も安定した投球を続けると、5月からは“週アタマ”の火曜日の先発を任された。5月18日の西武戦で9回5安打2失点、128球の熱投で3年ぶりの完投勝利を挙げ、交流戦では2試合連続2桁奪三振を記録するなど、前半戦は石川柊太と共に先発ローテーションを牽引し、12試合の先発登板で4勝5敗・防御率2.68を記録。しかし、交流戦途中から右手示指腱鞘炎を発症しており、その影響で後半戦の一軍登板が無くシーズンを終えた。12月22日の契約交渉では年俸変動制の4年契約を結び、2022年の推定年俸は9000万円増の1億5000万円プラス出来高払いでサイン。三笠GMは「まだ28歳だし、この先も主軸として活躍してくれると評価した。来年のFA権取得を見込んで複数年契約の交渉をした」と説明し、金額については「いわゆる市場価値を想定してのオファー」と適正価格を強調。本人は「記者の皆さんも驚いたでしょ？僕が一番驚きました」と話した。
2022年は春季キャンプをA組でスタートするも、広背筋付着部炎により2月8日からリハビリ組へ合流。開幕を二軍で迎え、4月20日の三軍戦で実戦復帰を果たしたが、同27日に新型コロナウイルス陽性判定を受け、自宅療養となった。5月26日の二軍戦で再び実戦へ復帰し、先発として調整を進めていたものの、嘉弥真新也と藤井皓哉が新型コロナウイルス陽性判定、さらには又吉克樹が骨折とリリーフ陣に離脱が相次ぎ、中継ぎとして7月9日に一軍へ昇格。6試合の登板で防御率1.35を記録し、8月4日の日本ハム戦でシーズン初先発となる予定であったが、先発ローテーションの一角を担っていた大関友久が8月1日に左精巣がんの疑いが判明し、翌2日に摘出手術を受け、先発ローテーションが急遽再編され、武田は8月6日の楽天戦でシーズン初先発となった。1週間前から練習を始め、試合で使うのはぶっつけ本番であったというチェンジアップを効果的に使い、6回0/3を1失点と好投。不慣れな球種の多投が影響し、右手指がつるアクシデントで降板となったが、シーズン初勝利を挙げた。その後は先発ローテーションに入ったものの、同27日の日本ハム戦では、4回裏開始前の投球練習中に右肘の張りを訴え、緊急降板。8月29日に出場選手登録を抹消され、同日に佐賀市内の病院でMRI検査とエコー検査を受け、右肘内側側副靱帯の炎症と浅指屈筋の軽度の肉離れと診断された。残りのシーズンはリハビリに費やし、この年は10試合（4先発）の登板で2勝1敗・防御率2.57という成績であった。4年契約の1年目を終え、現状維持となる推定年俸1億5000万円プラス出来高で契約を更改した。
2023年は開幕ローテーション争いに加わるも、開幕は二軍で迎えた。二軍で4試合に登板し、防御率2.41と結果を残すと、4月21日のロッテ戦でシーズン初登板初先発となったが、4回1/3を3失点で敗戦投手となった。登録抹消を経て、5月3日のオリックス戦に先発するも、自己ワーストタイの被安打11と打ち込まれ、2回6失点で敗戦投手となると、翌4日に登録抹消。一軍ではリリーフ陣に大きな負担がかかっているチーム事情があり、6月7日に出場選手登録され、リリーフとして23試合・32回1/3を投げ、防御率2.78を記録していたが、8月28日に出場選手登録を抹消された。9月6日に特例2023の代替指名選手として再登録されるも、同17日に体調不良による特例2023で登録抹消。9月30日に一軍復帰を果たし、この年は29試合（2先発）の登板で1勝2敗2ホールド・防御率3.91を記録した。4年契約の2年目を終え、現状維持となる推定1億5000万円プラス出来高払いで契約を更改した。契約更改後の記者会見の場でこの年の3月に一般女性と結婚したこと、9月に第一子となる男児が誕生していたことを明かした。
2024年4月9日、神奈川県横浜市内の病院で右肘内側側副靭帯再建術（トミー・ジョン手術）及び鏡視下肘関節形成術を受けたことが球団より発表された。実戦復帰まで1年から1年半かかる見込みとされる。4年契約の3年目を終え、現状維持となる推定年俸1億5000万円プラス出来高払いで契約を更改した。

## 代表経歴

### 日米野球2014
2014年シーズン終了後の11月6日、左脇腹を痛めた小川泰弘に代わって日米野球2014の日本代表に追加招集され、同16日の第4戦で中継ぎとして初登板。11月20日の最終戦では先発し、3回4安打4四球3奪三振1失点（自責点0）の内容で勝利投手となった。

### 第1回プレミア12
2015年2月16日にGLOBAL BASEBALL MATCH 2015 侍ジャパン 対 欧州代表の日本代表に選出され、3月11日の第2戦の6回から2イニングを投げ、3者連続奪三振を含むパーフェクトに抑えた。
同年シーズン終了後の11月8日から開催された第1回WBSCプレミア12の日本代表に選出され、2試合に先発登板した。

### 第4回WBC
2016年2月15日に侍ジャパン強化試合 日本 vs チャイニーズタイペイの日本代表26名に選出されたことが発表され、3月6日に行われた第2戦に先発し、3回1安打1失点（自責点0）だった。
同年シーズン終了後の11月10日から開催された「侍ジャパン 野球オランダ代表 野球メキシコ代表 強化試合」の日本代表に選出され、メキシコ代表との初戦に先発し、4回3安打1失点であった。
2017年2月4日に大谷翔平が右足首の故障により、第4回WBCへの出場を辞退したため、日本代表に追加招集された。1次リーグの中国戦に先発して3回1失点であったが、同大会での登板はこの1試合のみであった。

## 選手としての特徴
オーバースローから平均球速約145km/h、最速154km/h（三軍の韓国遠征時に記録、日本での最速は153km/h）の速球、角度や球速に変化をつけた3種類のカーブ・縦と横のスライダー・チェンジアップと多彩な変化球を投げ分ける。プロ入り後はフォークボールや、縦に大きく落ちる自称「Vスライダー」、投手コーチの佐藤義則の名が付いた「ヨシボール」にも挑戦した。
特に「魔球」と形容される、縦に大きく割れる落差のあるカーブ（ドロップカーブ）を最大の武器としている。解説者からはカーブと称され、自身は当初スライダーとも述べていたが、後に本人のインタビューで「ドロップカーブ」が公認となった。このカーブについては小学生時代にやっていたバレーボールでアタックを打つ時の腕の使い方が原点で「自分の投球フォームはバレーボールのアタックからきている」と語っている。
球速だけにこだわらず、打者をいかに打ち取るかを探求しており、練習や自身の投球などを細かくノートに綴っている。
高校時代から痙攣が癖になっており、カフェイン摂取制限などの対策をとっている。
ダルビッシュ有のように体のバランスをとる目的で左でも投球できる。

## 人物
目標としている投手は杉内俊哉と和田毅で、「セールスポイントは笑顔です。スピードボールで三振も取りたいですが、頭を使った投球が出来る投手になりたい」と新入団選手発表で語った。
遠縁にコブクロの小渕健太郎がいる。好きなアーティストはUVERworldで、2014年から楽曲を登場曲にしている。ライブにもたびたび訪れるほか、メンバーとも親交がある。

## 詳細情報

### 年度別投手成績
| 年 度      | 球 団        | 登 板 | 先 発 | 完 投 | 完 封 | 無 四 球 | 勝 利 | 敗 戦 | セ 丨 ブ | ホ 丨 ル ド | 勝 率 | 打 者 | 投 球 回 | 被 安 打 | 被 本 塁 打 | 与 四 球 | 敬 遠 | 与 死 球 | 奪 三 振 | 暴 投 | ボ 丨 ク | 失 点 | 自 責 点 | 防 御 率 | W H I P |
| ---------- | ------------ | ----- | ----- | ----- | ----- | -------- | ----- | ----- | -------- | ----------- | ----- | ----- | -------- | -------- | ----------- | -------- | ----- | -------- | -------- | ----- | -------- | ----- | -------- | -------- | ------- |
| 2012       | ソフトバンク | 11    | 11    | 1     | 1     | 0        | 8     | 1     | 0        | 0           | .889  | 262   | 67.0     | 40       | 1           | 26       | 0     | 1        | 67       | 0     | 0        | 9     | 8        | 1.07     | 0.98    |
| 2013       | ソフトバンク | 17    | 17    | 0     | 0     | 0        | 4     | 4     | 0        | 0           | .500  | 415   | 93.0     | 79       | 3           | 68       | 0     | 6        | 56       | 4     | 0        | 38    | 36       | 3.48     | 1.58    |
| 2014       | ソフトバンク | 7     | 7     | 1     | 0     | 0        | 3     | 3     | 0        | 0           | .500  | 185   | 43.1     | 36       | 1           | 22       | 0     | 2        | 43       | 0     | 1        | 15    | 9        | 1.87     | 1.34    |
| 2015       | ソフトバンク | 25    | 25    | 1     | 1     | 0        | 13    | 6     | 0        | 0           | .684  | 684   | 164.2    | 142      | 14          | 59       | 0     | 2        | 163      | 6     | 3        | 60    | 58       | 3.17     | 1.22    |
| 2016       | ソフトバンク | 27    | 27    | 1     | 1     | 0        | 14    | 8     | 0        | 0           | .636  | 769   | 183.0    | 163      | 12          | 70       | 0     | 5        | 144      | 7     | 1        | 71    | 60       | 2.95     | 1.28    |
| 2017       | ソフトバンク | 13    | 13    | 1     | 1     | 1        | 6     | 4     | 0        | 0           | .600  | 316   | 71.0     | 68       | 10          | 33       | 0     | 5        | 60       | 1     | 0        | 35    | 29       | 3.68     | 1.42    |
| 2018       | ソフトバンク | 27    | 19    | 3     | 3     | 0        | 4     | 9     | 1        | 0           | .308  | 522   | 124.2    | 123      | 11          | 37       | 0     | 1        | 87       | 1     | 0        | 67    | 62       | 4.48     | 1.28    |
| 2019       | ソフトバンク | 32    | 12    | 0     | 0     | 0        | 5     | 3     | 1        | 9           | .625  | 361   | 83.0     | 78       | 6           | 40       | 0     | 4        | 70       | 2     | 0        | 48    | 42       | 4.55     | 1.42    |
| 2020       | ソフトバンク | 7     | 5     | 0     | 0     | 0        | 2     | 2     | 0        | 0           | .500  | 121   | 25.0     | 34       | 7           | 14       | 1     | 1        | 23       | 2     | 0        | 19    | 18       | 6.48     | 1.92    |
| 2021       | ソフトバンク | 12    | 12    | 1     | 0     | 0        | 4     | 5     | 0        | 0           | .444  | 314   | 77.1     | 66       | 7           | 24       | 0     | 2        | 73       | 2     | 0        | 23    | 23       | 2.68     | 1.16    |
| 2022       | ソフトバンク | 10    | 4     | 0     | 0     | 0        | 2     | 1     | 0        | 0           | .667  | 126   | 28.0     | 25       | 2           | 15       | 0     | 3        | 34       | 0     | 0        | 8     | 8        | 2.57     | 1.43    |
| 2023       | ソフトバンク | 29    | 2     | 0     | 0     | 0        | 1     | 2     | 0        | 2           | .333  | 197   | 46.0     | 45       | 1           | 19       | 0     | 2        | 38       | 1     | 0        | 20    | 20       | 3.91     | 1.39    |
| 通算：12年 | 通算：12年   | 217   | 154   | 9     | 7     | 1        | 66    | 48    | 2        | 11          | .579  | 4272  | 1006.0   | 899      | 75          | 427      | 1     | 34       | 858      | 26    | 5        | 413   | 373      | 3.34     | 1.32    |

- 2024年度シーズン終了時
- 各年度の太字はリーグ最多

### 年度別投手（先発）成績所属リーグ内順位
| 年 度 | 年 齢 | リ ｜ グ   | 完 投 | 完 封 | 勝 利 | 勝 率 | 投 球 回 | 奪 三 振 | 防 御 率 |
| ----- | ----- | ---------- | ----- | ----- | ----- | ----- | -------- | -------- | -------- |
| 2012  | 19    | パ・リーグ | 7位   | 3位   | -     | -     | -        | -        | -        |
| 2013  | 20    | パ・リーグ | -     | -     | -     | -     | -        | -        | -        |
| 2014  | 21    | パ・リーグ | 6位   | -     | -     | -     | -        | -        | -        |
| 2015  | 22    | パ・リーグ | 4位   | 3位   | 2位   | 2位   | 4位      | 3位      | 4位      |
| 2016  | 23    | パ・リーグ | 5位   | 2位   | 2位   | 5位   | 3位      | 5位      | 6位      |
| 2017  | 24    | パ・リーグ | 7位   | 3位   | -     | -     | -        | -        | -        |
| 2018  | 25    | パ・リーグ | 3位   | 1位   | -     | -     | -        | -        | -        |
| 2019  | 26    | パ・リーグ | -     | -     | -     | -     | -        | -        | -        |
| 2020  | 27    | パ・リーグ | -     | -     | -     | -     | -        | -        | -        |
| 2021  | 28    | パ・リーグ | 6位   | -     | -     | -     | -        | -        | -        |
| 2022  | 29    | パ・リーグ | -     | -     | -     | -     | -        | -        | -        |
| 2023  | 30    | パ・リーグ | -     | -     | -     | -     | -        | -        | -        |
| 2024  | 31    | パ・リーグ | -     | -     | -     | -     | -        | -        | -        |

- -は10位未満

### WBSCプレミア12での投手成績
| 年 度 | 代 表 | 登 板 | 先 発 | 勝 利 | 敗 戦 | セ ｜ ブ | 打 者 | 投 球 回 | 被 安 打 | 被 本 塁 打 | 与 四 球 | 敬 遠 | 与 死 球 | 奪 三 振 | 暴 投 | ボ ｜ ク | 失 点 | 自 責 点 | 防 御 率 |
| ----- | ----- | ----- | ----- | ----- | ----- | -------- | ----- | -------- | -------- | ----------- | -------- | ----- | -------- | -------- | ----- | -------- | ----- | -------- | -------- |
| 2015  | 日本  | 2     | 2     | 0     | 0     | 0        | 29    | 7.0      | 6        | 0           | 3        | 0     | 0        | 7        | 1     | 0        | 0     | 0        | 0.00     |

### WBCでの投手成績
| 年 度 | 代 表 | 登 板 | 先 発 | 勝 利 | 敗 戦 | セ ｜ ブ | 打 者 | 投 球 回 | 被 安 打 | 被 本 塁 打 | 与 四 球 | 敬 遠 | 与 死 球 | 奪 三 振 | 暴 投 | ボ ｜ ク | 失 点 | 自 責 点 | 防 御 率 |
| ----- | ----- | ----- | ----- | ----- | ----- | -------- | ----- | -------- | -------- | ----------- | -------- | ----- | -------- | -------- | ----- | -------- | ----- | -------- | -------- |
| 2017  | 日本  | 1     | 1     | 1     | 0     | 0        | 13    | 3.0      | 4        | 0           | 1        | 0     | 0        | 3        | 0     | 0        | 1     | 1        | 3.00     |

### 年度別守備成績
| 年 度 | 球 団        | 投手  | 投手  | 投手  | 投手  | 投手  | 投手     |
| 年 度 | 球 団        | 試 合 | 刺 殺 | 補 殺 | 失 策 | 併 殺 | 守 備 率 |
| ----- | ------------ | ----- | ----- | ----- | ----- | ----- | -------- |
| 2012  | ソフトバンク | 11    | 7     | 13    | 1     | 1     | .952     |
| 2013  | ソフトバンク | 17    | 4     | 13    | 0     | 0     | 1.000    |
| 2014  | ソフトバンク | 7     | 3     | 8     | 2     | 0     | .846     |
| 2015  | ソフトバンク | 25    | 15    | 16    | 0     | 0     | 1.000    |
| 2016  | ソフトバンク | 27    | 18    | 27    | 0     | 2     | 1.000    |
| 2017  | ソフトバンク | 13    | 3     | 15    | 1     | 1     | .947     |
| 2018  | ソフトバンク | 27    | 13    | 15    | 0     | 1     | 1.000    |
| 2019  | ソフトバンク | 32    | 3     | 15    | 0     | 0     | 1.000    |
| 2020  | ソフトバンク | 7     | 1     | 6     | 0     | 0     | 1.000    |
| 2021  | ソフトバンク | 12    | 3     | 10    | 0     | 0     | 1.000    |
| 2022  | ソフトバンク | 10    | 0     | 1     | 0     | 0     | 1.000    |
| 2023  | ソフトバンク | 29    | 3     | 7     | 0     | 0     | 1.000    |
| 通算  | 通算         | 217   | 73    | 146   | 4     | 5     | .982     |

- 2024年度シーズン終了時

### 表彰
- パ・リーグ 連盟特別表彰：1回（新人特別賞：2012年[注 4]）
- 月間MVP：1回（投手部門：2015年6月）
- 日本シリーズ優秀選手賞：2回（2014年、2015年）

### 記録
初記録
投手記録
- 初登板・初先発・初勝利：2012年7月7日、対北海道日本ハムファイターズ11回戦（札幌ドーム）、6回1安打無失点
- 初奪三振：同上、3回裏に金子誠から空振り三振
- 初完投勝利・初完封勝利：2012年9月25日、対オリックス・バファローズ21回戦（京セラドーム大阪）、4安打7奪三振
- 初セーブ：2018年9月1日、対東北楽天ゴールデンイーグルス22回戦（楽天生命パーク宮城）、10回裏に6番手で救援登板・完了、1回無失点[213]
- 初ホールド：2019年5月29日、対オリックス・バファローズ11回戦（京セラドーム大阪）、7回裏に2番手で救援登板、1回無失点

打撃記録
- 初安打・初打点：2015年6月4日、対横浜DeNAベイスターズ3回戦（横浜スタジアム）、2回表にギジェルモ・モスコーソから右前適時打

節目の記録
- 1000投球回：2023年9月8日、対東北楽天ゴールデンイーグルス18回戦（福岡PayPayドーム）、6回表二死目に辰己涼介を中飛 ※史上366人目[214]

その他の記録
- オールスターゲーム出場：1回（2015年）

### 背番号
- 30（2012年[6] - 2017年）
- 18（2018年[88] - ）

### 登場曲
- 「いつも笑顔で。」ビーグルクルー（2012年 - 2013年）
- 「KINJITO」UVERworld（2014年）
- 「IMPACT」UVERworld（2015年）
- 「Collide」UVERworld（2015年）
- 「PRAYING RUN」UVERworld（2016年）
- 「WE ARE GO」UVERworld（2017年）
- 「Forever Young feat.UVERworld」AK-69（2017年）
- 「Q・E・D」UVERworld（2018年）
- 「Wonderful World」Brand New Vibe（2018年）
- 「在るべき形」UVERworld（2019年）
- 「Wasted Nights」ONE OK ROCK（2019年）
- 「Touch off」UVERworld（2019年）
- 「Making it drive」UVERworld（2020年）
- 「Dynamite」BTS（2021年 - ）
- 「Thrill, Risk, Heartless」LiSA（2021年 - ）
- 「VICTOSPIN」UVERworld (2023年-)

### 代表歴
- 2015 WBSCプレミア12 日本代表
- 2017 ワールド・ベースボール・クラシック日本代表

## 関連情報

### 出演

#### CM・広告
- 三菱電機「三菱 録画テレビ × ホークス」（九州地方限定CM）[216]